# キニ・ナホロ
キニ・ナホロ（Kini Naholo、1999年4月16日 - ）は、スーパーラグビー・パシフィック、ハリケーンズに所属するラグビーユニオン選手。

## プロフィール
- フィジー・シンガトカ出身[1]。
- ポジションはウィング(WTB)。
- 身長 177cm、体重 98kg

## 略歴
タラナキ、チーフス、クルセイダーズを経て、2023年、ハリケーンズに加入。

## 受賞歴
- 2025年スーパーラグビー・パシフィック チーム・オブ・ザ・イヤー:18回(ウイング2) [3]。